# In Deutschland
In Deutschland é o primeiro álbum da cantora francesa Françoise Hardy em que todas as faixas são cantadas em alemão. Destinado ao mercado musical alemão, o disco nunca foi lançado na França. A edição original foi publicada na Alemanha em setembro de 1965.

## Perspectiva do álbum
Após a cantora alcançar o sucesso na França e na Itália, a Discos Vogue fica responsável pela distribuição das suas músicas adaptadas ao alemão para a conquista do mercado do país. Contra todas as probabilidades, não foi "Peter und Lou" –  a adaptação de "Tous les garçons et les filles" – que deu a fama a Françoise Hardy.
Após o lançamento de muitos discos, o álbum In Deutschland é lançado é composto de:
- Cinco títulos originais :
  - "Dann bist du verliebt"
  - "Er war wie du"
  - "Frag den Abendwind"
  - "Wenn dieses Lied erklingt"
  - "Wer du bist"
- Um cover de uma canção alemã :
  - "Ich steige dir aufʻs Dach"
- Uma adaptação de uma canção americana:
  - "Uh Oh" = "Oh, oh Cherie"[4].
- Cinco adaptações de canções de Françoise Hardy :
  - "L’Amour s’en va" = "Die Liebe geht"
  - "Dans le monde entier" = "Ein Fenster wird hell
  - "J’aurais voulu" = "Ich habʻ das Glück"
  - "J’suis d’accord" = "Ich sagʻ ja"
  - "Tous les garçons et les filles" = "Peter und Lou"

Provida de um novo repertório, a cantora, em1966, faz uma turnê pela Alemanha Ocidental.

## Notes et références
1. ↑  in magazine, Leg Auf und Sieh Fern, n° 4, avril 1965.
2. ↑  Truck Branss (1926-2005), était considéré comme un réalisateur d’avant garde.
3. ↑  Portrait in Musik, Truck-Branss-Fernsehproduktion/Vogue Schallplatten/Vogue International Industries (LDVS 17028), 12 titres – Portrait in Musik, Truck-Branss-Fernsehproduktion/S*R International/Vogue (ST PL 60 465), 9 titres.
4. ↑  Le titre allemand se rapproche de celui choisi pour l’adaptation française écrite par Jil et Jan et interprétée par Françoise Hardy en 1962, cependant, le leitmotiv « Oh oh chéri », utilisé dans la version française est remplacé par « Oh, oh wie gut » dans la version allemande.